# 保罗迪法里亚
保罗迪法里亚是巴西圣保罗州的一个市镇。总面积740.833平方公里，总人口8585人，人口密度11.6人/平方公里。